# Marie-Marguerite d'Alègre

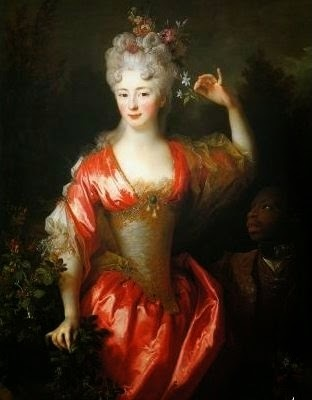
Portret door Nicolas de Largillière (ca. 1707)

Marie Marguerite Élisabeth d'Alègre, markiezin van Tourzel-Allègre en gravin van Rupelmonde (ca. 1688 – Bercy, 31 mei 1752) was een Franse edelvrouw en hofdame. Ze ging in 1722 op reis met Voltaire, die zijn Le pour et le contre aan haar opdroeg. Van 1725 tot 1741 was ze paleisdame in het kasteel van Versailles, waar ze met haar scherpe tong Saint-Simon stof leverde voor een van zijn overdreven venijnige portretten.

## Leven
Marie-Marguerite was de jongste dochter van Jeanne de Garaud en maréchal de camp Yves d'Alègre (fr). Ze trouwde op 25 januari 1705 met de Vlaams-Artesische kolonel Maximilien Philippe Joseph de Récourt, graaf van Rupelmonde. Die had de titel van Grande gevraagd aan Filips V van Spanje, maar niet bekomen. Zijn jonge echtgenote veroorzaakte schandaal door de weigering te negeren en haar karos te bekleden met het hertogelijke purper, wat Lodewijk XIV haar na een onderzoek verbood. Het belette haar niet een vrolijk leven te leiden aan het hof. Ze stond op goede voet met de hertogin van Bourgondië, nam deel aan de verplaatsingen naar Marly en gokte grote bedragen. Na vijf jaar huwelijk sneuvelde de graaf door toedoen van de Fransen in de Spaanse Successieoorlog. Het leverde haar een aanzienlijk Spaans pensioen op. Daarna bleef ze weduwe en genoot ze van de lossere zeden onder de Régence. De meest blijvende van haar minnaars was de graaf van Gramont (en).
De gravin van Rupelmonde had ook literaire interesses en maakte in 1721 kennis met de jonge Voltaire, die nog niet zo lang was vrijgelaten uit een onterechte hechtenis. In Le pour et le contre of Épitre à Uranie probeerde de filosoof haar in verzen klaar te doen zien in religieuze kwesties. Hier was nog niet de scherpe, antidevote Voltaire aan het woord. De gravin nam hem in 1722 mee op een reis naar Kamerijk, waar intense diplomatie werd ingezet om Spanje binnen te loodsen in de Quadruple Alliantie. Eind juni reisden ze verder naar Brussel, de gravin voor zaken en de dichter om Jean-Baptiste Rousseau te ontmoeten. In een brief aan kardinaal Dubois bracht hij de schoonheid van zijn reisgezellin ter sprake. Vervolgens gingen de twee nog naar Voltaires uitgever in Den Haag, om dan terug te keren naar Versailles.
Daar positioneerde de gravin zich met succes om de begeerde functie van paleisdame te krijgen bij het aantreden van de nieuwe koningin Maria Leszczyńska. Als een van de zes dames non titrées streed ze in 1731 om protocolaire voorrang met een kersverse hertogin. Er kwamen allerlei hoge tussenkomsten aan te pas en een oordeel van kardinaal Fleury dat het incident in haar nadeel beslechtte. In 1733 stierf haar vader en trad haar zoon Yves-Marie in het huwelijk met Marie-Christine, een dochter van haar minnaar Gramont. In 1741 deed ze afstand van haar functie van paleisdame ten voordele van deze schoondochter.
Het levenseinde van de gravin was ongelukkig. Haar vierjarige kleinzoon stierf in 1744, minder dan twee weken later sneuvelde haar zoon bij Pfaffenhofen, en het jaar nadien bleef haar minnaar Gramont in de slag bij Fontenoy. Door deze harde klappen zocht ze haar toevlucht in de godsdienst, maar ze bleef af en toe het hof opzoeken en was er haar vrijpostige zelve. Ze stierf door ziekte en werd begraven in de Saint-Maclou van Conflans. Haar fortuin liet ze na aan de kinderen van haar zuster Marie-Emmanuelle de Maillebois. Daaronder waren huizen in Versailles en Brussel, een landhuis in Bercy en een kasteel in Saint-Cirgues-sur-Couze. De titel gravin van Rupelmonde werd voortgezet door haar schoondochter, met wie hij in 1784 uitstierf.

## Voetnoten
1. ↑  Mémoires du duc de Saint-Simon, ed. Adolphe Chéruel, 1856, vol. 4, p. 419-421
2. ↑  Brief van juli 1722 van Voltaire aan kardinaal Dubois